# UEFA Conference League
UEFA Conference League (în trecut UEFA Europa Conference League), sau pe scurt Conference League, este o competiție fotbalistică intercluburi europeană care a avut sezonul de debut în 2021. Este a treia competiție ca valoare, după Liga Campionilor și UEFA Europa League, fiind organizată de UEFA.
Competiția se desfășoară începând cu sezonul 2021–22 și servește drept nivelul de jos al competiției UEFA Europa League, care a fost redusă la 32 de echipe din faza grupelor. Competiția este desfășurată în principal de echipe din asociații membre UEFA de rang inferior. Nicio echipă nu se califică direct în faza ligii. Câștigătorii competiției primesc o un loc în Europa League în sezonul următor, cu excepția cazului în care se califică în Liga Campionilor prin intermediul ligii interne.

## Istoric
Conform informațiilor, UEFA a avut în vedere adăugarea unei competiții la nivelul trei încă din 2015, considerând că un turneu de nivel inferior poate acționa ca un mijloc de a oferi cluburilor din țările membre UEFA de rang inferior șansa de a progresa în etapele ulterioare, dincolo de etapele din care obișnuiesc să fie eliminate în Liga Campionilor și Europa League. La jumătatea anului 2018, s-a intensificat discuția despre un anunț, surse afirmând că deja s-a ajuns la un acord pentru lansarea competiției și că faza grupelor cu 48 de echipe din Europa League va fi împărțită în două, jumătatea inferioară formând nucleul a ceea ce ar fi noul eveniment.
Pe 2 decembrie 2018, UEFA a anunțat că noua competiție, cunoscută provizoriu drept "Europa League 2" sau doar "UEL2", urma să fie lansată ca parte a ciclului de competiție 2021–24, UEFA adăugând că noul turneu va aduce „mai multe meciuri pentru mai multe cluburi și mai multe asociații”.
Numele oficial al competiției, "UEFA Europa Conference League", a fost anunțat pe 24 septembrie 2019.

## Format

### Calificări
Asociația membru UEFA care a fost reprezentată în faza grupelor
     Asociația membru UEFA care nu a fost reprezentată în faza grupelor

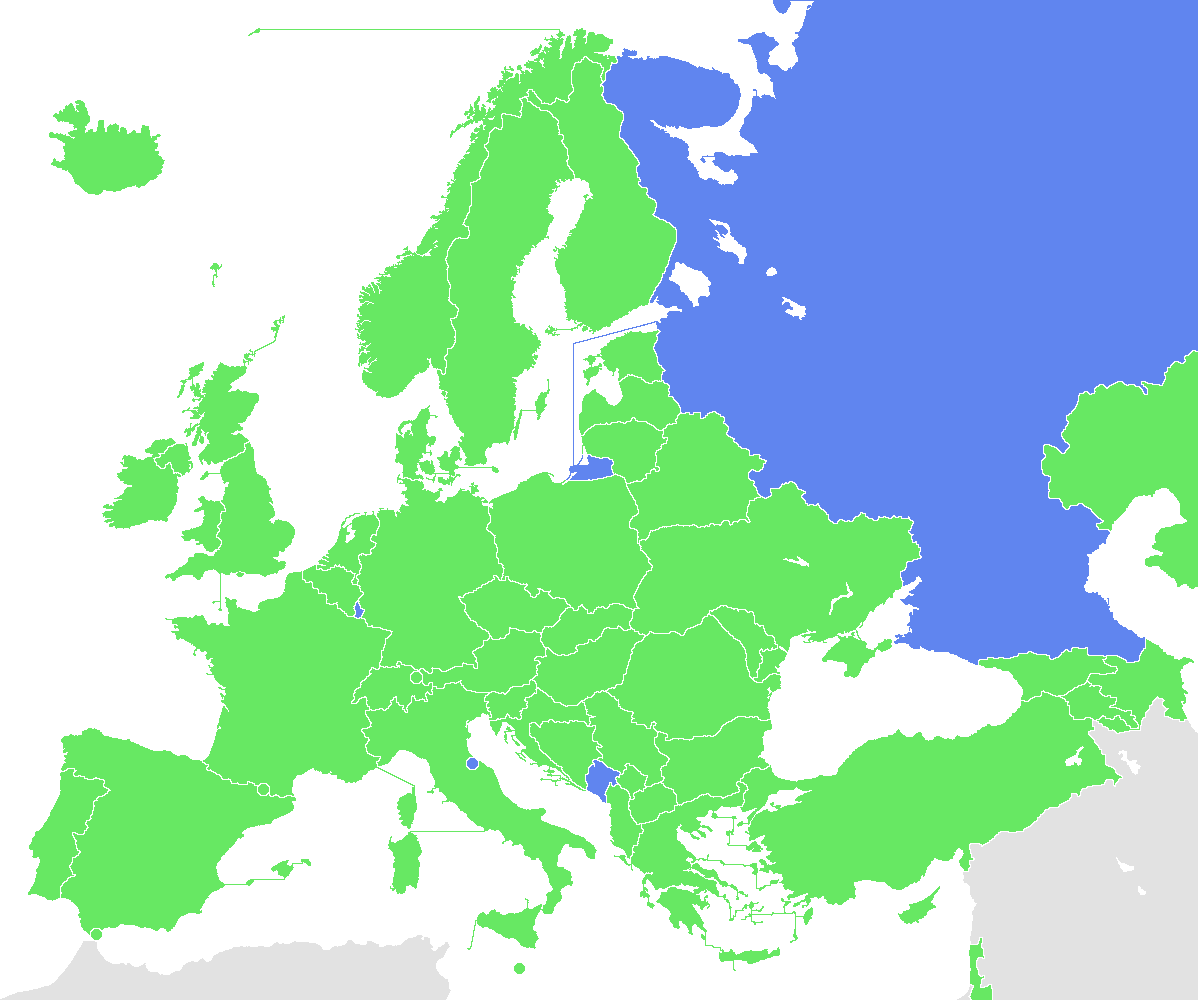
O hartă a asociațiilor UEFA ale căror echipe au ajuns în faza grupelor din UEFA Conference League
Asociația membru UEFA care a fost reprezentată în faza grupelor
Asociația membru UEFA care nu a fost reprezentată în faza grupelor

Similar cu Liga Campionilor UEFA, calificările pentru Conference League sunt împărțite în două „rute” - Ruta Campionilor și Ruta Non-campionilor. Spre deosebire de Liga Campionilor, Ruta Campionilor este desfășurată doar cu echipele care au pierdut calificarea pentru faza grupelor din Liga Campionilor sau Europa League și, prin urmare, au fost retrogradate direct în UECL.

### Faza grupelor și faza eliminatorie
Formatul prevede opt grupe cu câte patru echipe, urmat de optimile, sferturile de finală, semifinalele și finala. O etapă preliminară de eliminare suplimentară este jucată înaintea optimilor între echipele clasate pe locul doi în grupele lor și echipele clasate pe locul trei ale grupelor UEFA Europa League. Competiția are 141 de meciuri în 15 săptămâni de meci. Meciurile se joacă joi.
Câștigătorul noii competiții va avea dreptul să participe în UEFA Europa League în sezonul următor.

### Distribuția

#### 2021/22 - 2023/24
Această distribuție se bazează pe presupunerea implicită a UEFA potrivit căreia fiecare asociație va trimite o câștigătoare de cupă internă ca fiind cea mai bine calificată clasată după cei eligibili pentru a intra în Liga Campionilor și își va defini participanții rămași în funcție de poziția din ligă în anul precedent. Anglia alocă câștigătorilor EFL Cup locul ei de calificare cel mai de jos.
| Runda                             | Runda                             | Echipe care intră în această rundă | Echipe care avansează din runda precedentă                                                                 | Echipe transferate din Liga Campionilor                                                                           | Echipe transferate din Europa League                           |
| --------------------------------- | --------------------------------- | --- | --- | --- | -------------------------------------------------------------- |
| Turul I (72 de echipe)            | Turul I (72 de echipe)            | - 26 câștigători ai cupei interne de la asociațiile 30–55 - 25 echipe de pe locul 2 de la asociațiile 30–55 (exceptând Liechtenstein) - 21 echipe de pe locul 3 de la asociațiile 29–50 (exceptând Liechtenstein)                                        | | |                                                                |
| Turul II                          | Campioni (22 de echipe)           | | | - 17 învinși din primul tur preliminar al Ligii Campionilor - 3 învinși din runda preliminară a Ligii Campionilor |                                                                |
| Turul II                          | Non-campioni (90 de echipe)       | - 14 câștigători ai cupei interne de la asociațiile 16–29 - 14 echipe de pe locul 2 de la asociațiile 16–29 - 16 echipe de pe locul 3 de la asociațiile 13–28 - 9 echipe de pe locul 4 de la asociațiile 7–15 - o echipă de pe locul 5 de la asociația 6 | - 36 câștigători din turul I                                                                               | |                                                                |
| Turul III                         | Campioni (10 echipe)              | | - 10 câștigători din turul II pentru campioni                                                              | |                                                                |
| Turul III                         | Non-campioni (52 de echipe)       | - 6 echipe de pe locul 3 de la asociațiile 7–12 - o echipă de pe locul 4 de la asociația 6 | - 45 câștigători din turul II pentru non-campioni                                                          | |                                                                |
| Play-off                          | Campioni (10 echipe)              | | - 5 câștigători din turul III pentru campioni                                                              | | - 5 învinși din turul III pentru campioni al Europa League     |
| Play-off                          | Non-campioni (34 de echipe)       | - o echipă de pe locul 5 de la asociația 5 - 4 echipe de pe locul 6 de la asociațiile 1–4 (câștigătorii EFL Cup pentru Anglia) | - 26 câștigători din turul III pentru non-campioni                                                         | | - 3 învinși din turul III pentru non-campioni al Europa League |
| Faza grupelor (32 de echipe)      | Faza grupelor (32 de echipe)      | | - 5 câștigători din play-off-urile pentru campioni - 17 câștigători din play-off-urile pentru non-campioni | | - 10 învinși din play-off-urile Europa League                  |
| Play-off eliminatoriu (16 echipe) | Play-off eliminatoriu (16 echipe) | | - 8 echipe de pe locul 2 din faza grupelor                                                                 | | - 8 echipe de pe locul 3 din faza grupelor Europa League       |
| Faza eliminatorie (16 echipe)     | Faza eliminatorie (16 echipe)     | | - 8 câștigătoare din faza grupelor - 8 câștigătoare din play-off-ul eliminatoriu                           | |                                                                |

#### 2024/25 - viitor
| Runda                                   | Runda                                   | Echipe care intră în această rundă | Echipe care avansează din runda precedentă                                                                     | Echipe transferate din Liga Campionilor                                 | Echipe transferate din Europa League                                                           |
| --------------------------------------- | --------------------------------------- | --- | --- | ----------------------------------------------------------------------- | ---------------------------------------------------------------------------------------------- |
| Primul tur de calificare (58 de echipe) | Primul tur de calificare (58 de echipe) | - 17 câștigătoare ai cupei naționale din asociațiile 39-55 - 21 de vicecampioane ale ligii interne din asociațiile 34-55 (cu excepția Liechtenstein) - 20 de echipe clasate pe locul trei în campionatul intern din asociațiile 30-50 (cu excepția Liechtenstein)                                                                                         | |                                                                         |                                                                                                |
| Al doilea tur de calificare             | Campioane (16 echipe)                   | | | - 16 echipe eliminate din primul tur de calificare al Ligii Campionilor |                                                                                                |
| Al doilea tur de calificare             | Non-campioane (88 de echipe)            | - 5 câștigătoare ai cupei naționale din asociațiile 34-38 - 18 vicecampioane ale ligii interne din asociațiile 16-33 - 17 echipe clasate pe locul al treilea în campionatul intern din asociațiile 13-29 - 9 echipe clasate pe locul patru în campionatul intern din asociațiile 7-15 - o echipă clasată pe locul 5 în campionatul intern din asociația 6 | - 29 de câștigătoare din primul tur de calificare                                                              |                                                                         | - 9 echipe eliminate din primul tur de calificare al Europa League                             |
| Al treilea tur de calificare            | Campioane (8 echipe)                    | | - 8 câștigătoare din cel de-al doilea tur de calificare pentru campioane                                       |                                                                         |                                                                                                |
| Al treilea tur de calificare            | Non-campioane (52 de echipe)            | | - 44 de câștigătoare din al doilea tur de calificare pentru non-campioane                                      |                                                                         | - 8 echipe eliminate din al doilea tur de calificare al Europa League                          |
| Play-off                                | Campioane (10 echipe)                   | | - 4 câștigătoare din al treilea tur de calificare pentru campioni                                              |                                                                         | - 6 echipe eliminate din al treilea tur de calificare pentru campioni din Europa League        |
| Play-off                                | Non-campioane (38 de echipe)            | - 5 echipe clasate pe locul 6 în campionatul intern din asociațiile 1-5 (câștigătoarea Cupei EFL pentru Anglia) | - 26 câștigătoare din turul al treilea de calificare pentru non-campioane                                      |                                                                         | - 7 echipe eliminate din turul al treilea de calificare pentru non-campioane din Europa League |
| Faza ligii (36 de echipe)               | Faza ligii (36 de echipe)               | | - 5 câștigătoare din runda play-off pentru campioane - 19 câștigătoare din runda play-off pentru non-campioane |                                                                         | - 12 echipe eliminate din runda play-off a Europa League                                       |
| Play-off eliminatoriu (16 echipe)       | Play-off eliminatoriu (16 echipe)       | | - 16 echipe de pe locurile 9-24 din faza ligii                                                                 |                                                                         |                                                                                                |
| Faza eliminatorie (16 echipe)           | Faza eliminatorie (16 echipe)           | | - 8 echipe de pe locurile 1-8 din faza ligii - 8 câștigătoare din play-off-ul eliminatoriu                     |                                                                         |                                                                                                |
| Sursa:                                  |                                         | | |                                                                         |                                                                                                |

## Rezultate
| Finala | Câștigătoare | Scor | Finalistă | Finala | Câștigătoare | Scor | Finalistă |
| ------ | ------------ | ---- | --------- | ------ | ------------ | ---- | --------- |

| 2026 |            | -     |            | 2027 |                 | -     |            |
| 2024 | Olympiacos | 1 - 0 | Fiorentina | 2025 | Chelsea         | 4 - 1 | Real Betis |
| 2022 | AS Roma    | 1 - 0 | Feyenoord  | 2023 | West Ham United | 2 - 1 | Fiorentina |

## Recorduri și statistici

### Performanțe de club

Trofeul UEFA Europa Conference League.

| Cluburi       | Câștigătoare | Finaliste | Ani câștigători | Ani ca finaliste |
| ------------- | ------------ | --------- | --------------- | ---------------- |
| Roma          | 1            | 0         | 2022            | —                |
| West Ham      | 1            | 0         | 2023            | —                |
| Olympiacos    | 1            | 0         | 2024            | —                |
| Chelsea       | 1            | 0         | 2025            | —                |
| Fiorentina    | 0            | 2         | —               | 2023, 2024       |
| Feyenoord     | 0            | 1         | —               | 2022             |
| Betis Sevilla | 0            | 1         | —               | 2025             |

### Performanțe pe națiuni
| Națiune       | Câștigători | Finaliști | Total |
| ------------- | ----------- | --------- | ----- |
| Anglia        | 2           | 0         | 2     |
| Italia        | 1           | 2         | 3     |
| Grecia        | 1           | 0         | 1     |
| Țările de Jos | 0           | 1         | 1     |
| Spania        | 0           | 1         | 1     |

## Semifinala

### După țară
| Țară          | Apariții | Club Sportiv                                                     |
| ------------- | -------- | ---------------------------------------------------------------- |
| Anglia        | 4        | Aston Villa (1), Leicester (1), West Ham United (1), Chelsea (1) |
| Italia        | 4        | Fiorentina (3), AS Roma (1)                                      |
| Țările de Jos | 2        | AZ Alkmaar (1), Feyenoord (1)                                    |
| Franța        | 1        | Marseille (1)                                                    |
| Belgia        | 1        | Club Brugge (1)                                                  |
| Grecia        | 1        | Olympiacos (1)                                                   |
| Elveția       | 1        | Basel                                                            |
| Spania        | 1        | Real Betis (1)                                                   |
| Suedia        | 1        | Djurgarden (1)                                                   |

## Performanțe ale echipelor românești

### Pe sezoane
| Sezon                 | Club                         | Progres                             | Scor                | Adversari                                          | Stadion                                                                  |
| --------------------- | ---------------------------- | ----------------------------------- | ------------------- | -------------------------------------------------- | ------------------------------------------------------------------------ |
| 2021–22               | FCSB                         | Al doilea tur de calificare         | 2–2 d.p. (3–5 l.d.) | Șahtior Karagandî                                  | 1–0 pe Arena Națională 1–2 pe Stadionul Republican Vazgen Sargsyan       |
| 2021–22               | Sepsi                        | Al doilea tur de calificare         | 1–1 d.p. (3–4 l.d.) | Spartak Trnava                                     | 0–0 pe Stadionul Anton Malatinský 1–1 pe Stadionul Municipal             |
| 2021–22               | CSU Craiova                  | Al doilea tur de calificare         | 0–1                 | Laçi                                               | 0–1 pe Elbasan Arena 0–0 pe Stadionul Ion Oblemenco                      |
| 2021–22               | CFR Cluj                     | Locul 4 în faza grupelor            | 4 puncte            | AZ Alkmaar, Randers, Jablonec                      | AZ Alkmaar, Randers, Jablonec                                            |
| 2022–23               | Sepsi                        | Al treilea tur de calificare        | 2–6                 | Djurgårdens IF                                     | 1–3 pe Stadionul Sepsi 1–3 pe Tele2 Arena                                |
| 2022–23               | CSU Craiova                  | Runda play-off                      | 1–1 d.p. (3–4 l.d.) | Hapoel Be'er Sheva                                 | 1–1 pe Stadionul Ion Oblemenco 1–1 pe Stadionul Turner                   |
| 2022–23               | FCSB                         | Locul 4 în faza grupelor            | 2 puncte            | West Ham United, Anderlecht, Silkeborg             | West Ham United, Anderlecht, Silkeborg                                   |
| 2022–23               | CFR Cluj                     | Play-off eliminatoriu/Șaisprezecimi | 1-0                 | Lazio Roma                                         | 1–0 pe Stadionul Olimpic 0–0 pe Stadionul Dr. Constantin Rădulescu       |
| 2023–24               | CFR Cluj                     | Al doilea tur de calificare         | 2–3                 | Adana Demirspor                                    | 1–1 pe Stadionul Dr. Constantin Rădulescu 1–2 pe New Adana Stadium       |
| 2023–24               | FCSB                         | Al treilea tur de calificare        | 0–2                 | Nordsjælland                                       | 0–0 pe Arena Națională 0–2 pe Farum Park                                 |
| 2023–24               | FCV Farul                    | Runda play-off                      | 2–3                 | HJK                                                | 2–1 pe Stadionul Central-Academia Gheorghe Hagi 0–2 pe Stadionul Finnair |
| 2023–24               | Sepsi                        | Runda play-off                      | 4–5 d.p.            | FK Bodø/Glimt                                      | 2–2 pe Stadionul Sepsi 2–3 pe Aspmyra Stadion                            |
| rownspan=4 2024-25    | CFR Cluj                     | Runda play-off                      | 1-3                 | Pafos FC                                           | 1-0 pe Stadionul Dr Constantin Rădulescu 3-0 pe Stelios Arena Stadium    |
| FC Corvinul Hunedoara | Al treilea tur de calificare | 2-8                                 | FC Astana           | 1-2 pe Stadionul Corvinul 1921 6-1 pe Astana Arena |                                                                          |

### Clasamentul all-time
| Echipa      | Meciuri | Victorii | Egaluri | Înfrângeri |
| ----------- | ------- | -------- | ------- | ---------- |
| CFR Cluj    | 11      | 3        | 4       | 4          |
| FCSB        | 10      | 6        | 1       | 3          |
| Sepsi       | 6       | 1        | 1       | 4          |
| CSU Craiova | 7       | 2        | 3       | 2          |
| FCV Farul   | 6       | 5        | 0       | 1          |

#### Clasamentul din toate timpurile în grupe.
La 4 Noiembrie 2022.
| Loc | Club     | Sezoane | MJ | V | E | Î | GM | GP | GD  | Pte | C | F | SF | QF |
| --- | -------- | ------- | -- | - | - | - | -- | -- | --- | --- | - | - | -- | -- |
| 1   | CFR Cluj | 2       | 12 | 4 | 2 | 6 | 9  | 12 | −3  | 14  | 0 | 0 | 0  | 0  |
| 2   | FCSB     | 1       | 6  | 0 | 2 | 4 | 3  | 18 | −15 | 2   | 0 | 0 | 0  | 0  |

Notă: Cluburile clasate pe total teoretic de puncte (2 puncte pentru o victorie, 1 punct pentru egalitate, rezultatele după prelungiri sunt luate în considerare, toate meciurile care au trecut la penalty-uri contează ca egal). Exclude meciurile de calificare.

## Sponsori
Liga Europa UEFA este sponsorizată de corporații internaționale, având aceiași parteneri ca și turneul UEFA Conference League. Printre principalii sponsori ai turneului pentru perioada 2024-2027 se numără:
- Just Eat Takeaway[8]
- Hankook[9]
- Engelbert Strauss
- Swissquote
- Kipsta
- Betano[10]